# Reino da Geórgia
O Reino da Geórgia (em georgiano: საქართველოს სამეფო; romaniz.: Sak’art’velos Samep’o) foi um estado monárquico fundado, em 975, por Pancrácio III que alcançou seu apogeu nos séculos XI e XII, a chamada "era de ouro da Geórgia". Seu declínio começou com a invasões mongóis do século XIII, quando o reino foi transformado num vassalo dos Ilcânidas, uma situação que só se reverteu na década de 1340. A partir de 1386, o renascimento do poderio mongol levou às invasões timúridas que levaram o reino ao colapso em 1466 e finalmente à desintegração em três reinos independentes, Cártlia, Caquécia e Imerícia entre 1490 e 1493.

## Origens
A ascendência da dinastia Bagrationi na região remonta ao Principado da Ibéria, cujos monarcas passaram a governar Tao-Clarjécia no século VIII. A fundação da monarquia georgiana começou em 888, quando Adanarses IV da Ibéria se auto-proclamou "rei dos georgianos". O Reino Unificado da Geórgia foi fundado em 1008, quando Pancrácio III, filho de Gurgenes II, tornou-se o monarca do Reino da Abecásia ("Geórgia Ocidental"), incluindo os principados de Imerícia, Mingrélia, Abecásia, Gúria e Suanécia. Ele era filho da rainha Guranducte, filha de Jorge II da Abecásia.

## Era de ouro
A monarquia unificada conseguiu defender sua precária independência contra os poderosos vizinhos bizantinos e seljúcidas por todo o século XI até finalmente prosperar sob o comando de David IV, o Construtor (r. 1089–1125), que repeliu os ataques seljúcidas e consolidou a unificação georgiana reconquistando Tiblíssi em 1122.
Com o declínio do poder bizantino e a dissolução do Grande Império Seljúcida, a Geórgia tornou-se uma das mais poderosas nações cristãs da região, estabelecendo seu domínio, no auge, estendendo-se do norte do Cáucaso até o norte do Irã e para o leste, até a Ásia Menor.
Apesar de repetidos incidentes de conflitos dinásticos, o reino continuou a prosperar durante os reinados de Demétrio I (r. 1125–1156), Jorge III (r. 1156–1184) e, especialmente, sua filha, Tamara, a Grande (r. 1184–1213).
Com a morte de Jorge III, a principal linhagem masculina se extinguiu e a dinastia continuou através do casamento da rainha Tamara com o príncipe alano David Soslan, que reivindicava uma ascendência bagrátida.

## Domínio mongol
As invasões dos corásmios em 1225 e dos mongóis em 1236 acabaram com a "era de ouro" da Geórgia. A batalha contra o domínio mongol levaram ao estabelecimento de uma diarquia, com um ambicioso ramo lateral da dinastia Bagrationi controlando a região de Imerícia (a Geórgia ocidental). Muitas poderosas famílias georgianas e armênias também se tornaram praticamente independentes do rei contando com o apoio dos mongóis e os georgianos participaram de todas as grandes campanhas militares do Ilcanato.
Em 1327, se desenrolou na Pérsia mongol o mais dramático evento do reinado do cã Abuçaíde Badur: a queda e execução de Chupan, protegido do rei georgiano Jorge V. O filho de Chupan, Mahmud, que comandava a guarnição mongol da Geórgia foi preso por suas próprias tropas e executado. Depois disso, Iqbalshah, filho de Qutlughshah, foi nomeado para ser o governador mongol da Geórgia (chamada de Gurjistão na época). Em 1330/31, Jorge V anexou Imerícia e iniciou a reunificação da Geórgia quatro anos da queda do último cã efetivo na Geórgia, Abu Sai'd. Em 1334, a posição foi dada a xeique Haçane dos jalayir por Abu Sai'd.

## Desintegração final
Depois disso, a Geórgia gozou de um período de renascimento durante o reinado de Jorge V, o Brilhante (r. 129–1302; 1314–1346), mas oito devastadores raides do conquistador turco-mongol Tamerlão entre 1386 e 1403 praticamente destruíram o reino. A precária unidade resultante foi finalmente estilhaçada entre 1490 e 1493, quando três reinos independentes — Cártlia (Geórgia centro-oriental), Caquécia (Geórgia oriental) e Imerícia (Geórgia ocidental) — liderados por ramos rivais da dinastia Bagrationi, e em cinco principados semi-independentes — Odishi, (Mingrélia), Guria, Abecásia, Suanécia e Mesquécia — dominados por seus próprios clãs feudais.